# ABC (Yet Another BitTorrent Client)
ABC là một trình khách BitTorrent và là phần mềm tự do, mã nguồn của ABC là mã mở dựa trên mã nguồn của phần mềm BitTornado. ABC hỗ trợ hệ thống hàng đợi có thứ tự ưu tiên, toàn cục và cục bộ cho mỗi tệp .torrent đang tải về, 3 lựa chọn tải lên cho tệp đã tải về hoàn thành, và một hệ thống tên là Quản lý tỷ lệ tải lên URM (tiếng Anh: Upload Rate Manager) để bắt buộc đưa tệp torrent ra khỏi hàng đợi nếu chưa tải lên đủ dung lượng yêu cầu. ABC cũng có tính năng web mở rộng trong chương trình cho phép các chương trình ứng dụng khác có thể điều khiển từ xa để xem, chỉnh sửa tệp torrent và các thông số của chương trình.
ABC được viết bằng ngôn ngữ lập trình Python sử dụng wxPython.